# Lukas Rietzschel
Lukas Rietzschel (* 16. März 1994 in Räckelwitz) ist ein deutscher Schriftsteller und Dramatiker.

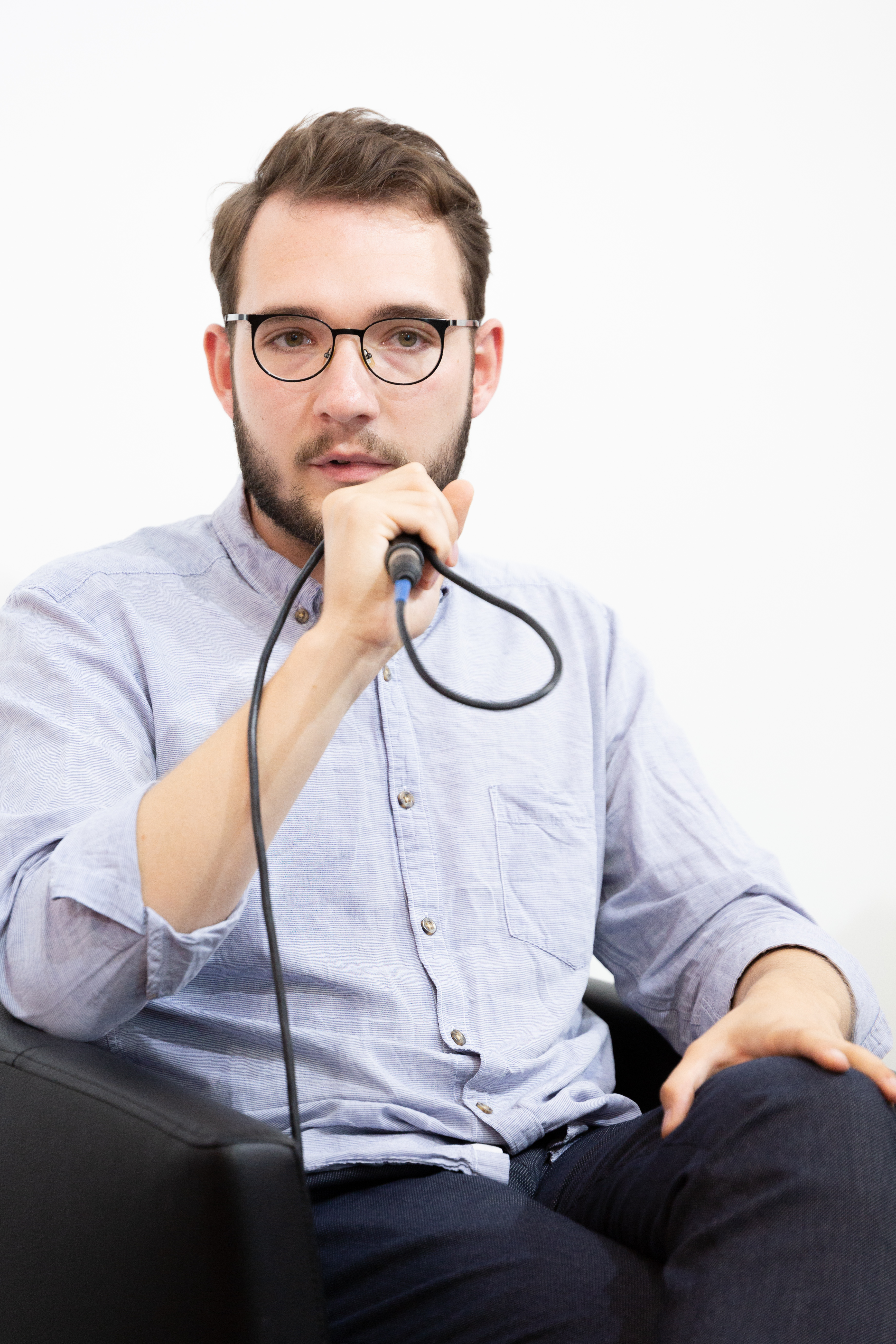
Lukas Rietzschel (2018)

## Leben
Lukas Rietzschel wuchs in Kamenz in der sächsischen Oberlausitz in einer protestantischen Familie auf. In Sachsen erwarb er die Fachhochschulreife.
Ein Studium an einer Universität war für ihn eigenen Angaben zufolge nur in Kassel möglich, weil man dort „auch ohne Abitur mit der Fachhochschulreife studieren“ könne. Dieser Umstand führte zu Rietzschels zeitweiligem Wohnsitzwechsel nach Kassel, wo er neue Erfahrungen mit der Mentalität überwiegend westdeutscher Kommilitonen machte. An der Universität Kassel studierte er Politikwissenschaft und Germanistik. Nach seinem Weggang aus Kassel studierte Rietzschel an der Hochschule Zittau/Görlitz Kulturmanagement. Thema seiner Masterarbeit ist der Entwurf für ein jüdisches Museum in Görlitz, wo der Autor auch derzeit wohnt. Lukas Rietzschel baut in Görlitz das Literaturhaus in der Alten Synagoge mit auf, um einen Ort der Begegnung und Diskussion zu schaffen.
2015 nahm Rietzschel erstmals am „Treffen Junger Autoren“ teil. Online gestellt ist ein Auszug aus dem Text Über dem Plastikdach die Sterne, der auf dem damaligen Treffen präsentiert wurde:
„Und ich bekam den Eindruck, dass sie sich abgeschüttelt fühlten, zwar wiedervereint, aber allein gelassen und dass sich niemand für sie interessieren würde, nicht für ihre Meinung, nicht für ihre Geschichte. ‚So habe ich mir das nicht vorgestellt‘, sagte eine Frau, eine Cousine von Andreas und ein paar nickten. Aber dieses Selbstmitleid mündete in nichts, versackte, wie es ausgesprochen war.“
2021 betrieb Rietzschel mit dem Journalisten Cornelius Pollmer den Podcast Notizen aus der Provinz, in dem die beiden Themen besprechen, die abseits der Großstädte verhandelt werden.
In vielen nicht-fiktionalen Veröffentlichungen Rietzschels vermischen sich seine Rollen als Schriftsteller und politisch aktiver Mann, der auch Politikwissenschaft studiert hat. 2022 war Lukas Rietzschel Mitgründer des PEN Berlin.
Die Organisatoren des Literaturfestivals LUMBRA charakterisieren Lukas Rietzschel, der am 22. November 2024 in Zeitz anlässlich der Ausstellung „Wendekinder“ eine Lesung durchführen wird, als typischen Angehörigen der Gruppe der „Nachwendekinder“. Dabei handele es sich um eine „Generation, die hin und her gerissen ist zwischen Ost und West auf der Suche nach der eigenen Identität“. Die Generation der nach 1990 Geborenen in Ostdeutschland sei „geprägt von Industriebrachen einerseits und US-amerikanischer Popkultur sowie der globalen Digitalmoderne andererseits, [sie] betrachten […] kritisch, aber auch mit Nachsicht ihre Kindheit und die Zeit seit der Wiedervereinigung.“
Lukas Rietzschel betätigt sich auch als Maler. Bilder von ihm wurden erstmals 2022 in Lübbenau ausgestellt. Das Kulturhistorische Museum Görlitz erwarb 2022 Rietzschels Gemälde "Im Alter von sieben Jahren wurde Andreas gefragt, was er einmal werden wolle. Er konnte darauf keine Antwort geben." aus dem Jahr 2019.

## Literarisches Werk

### Romane

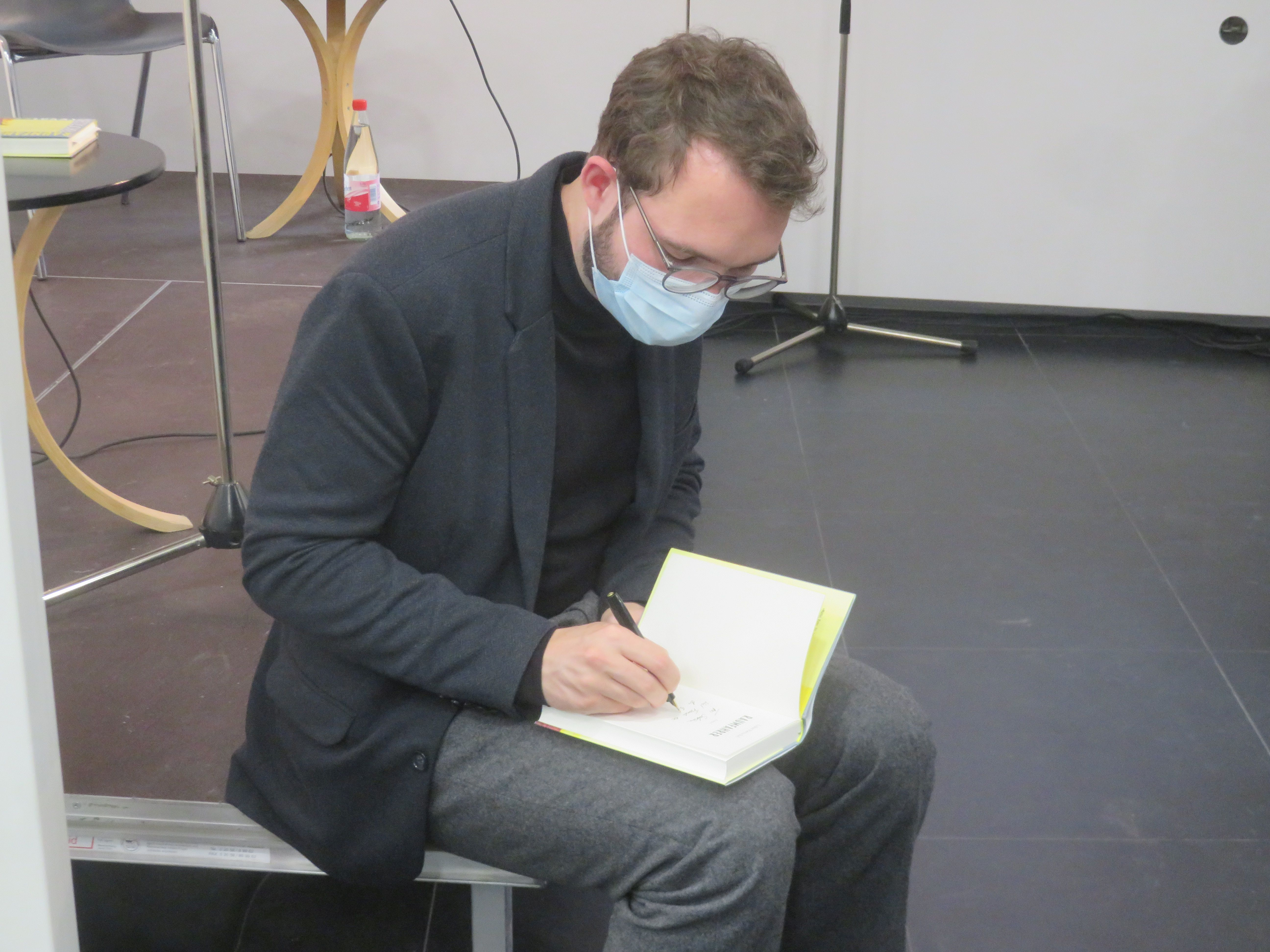
Lukas Rietzschel signiert ein Buch im Frankfurter Kunstverein (2021)

2012 erschien Rietzschels erste Veröffentlichung im ZEIT Magazin. Danach erschienen dort weitere Texte von ihm. Kürzere Texte hat Lukas Rietzschel auch für andere Zeitungen geschrieben sowie in verschiedenen Anthologien veröffentlicht, darunter einen Auszug aus dem Nachfolgeroman zu seinem Erfolgsbuch Mit der Faust in die Welt schlagen.

#### „Raumfahrer“ (2021)

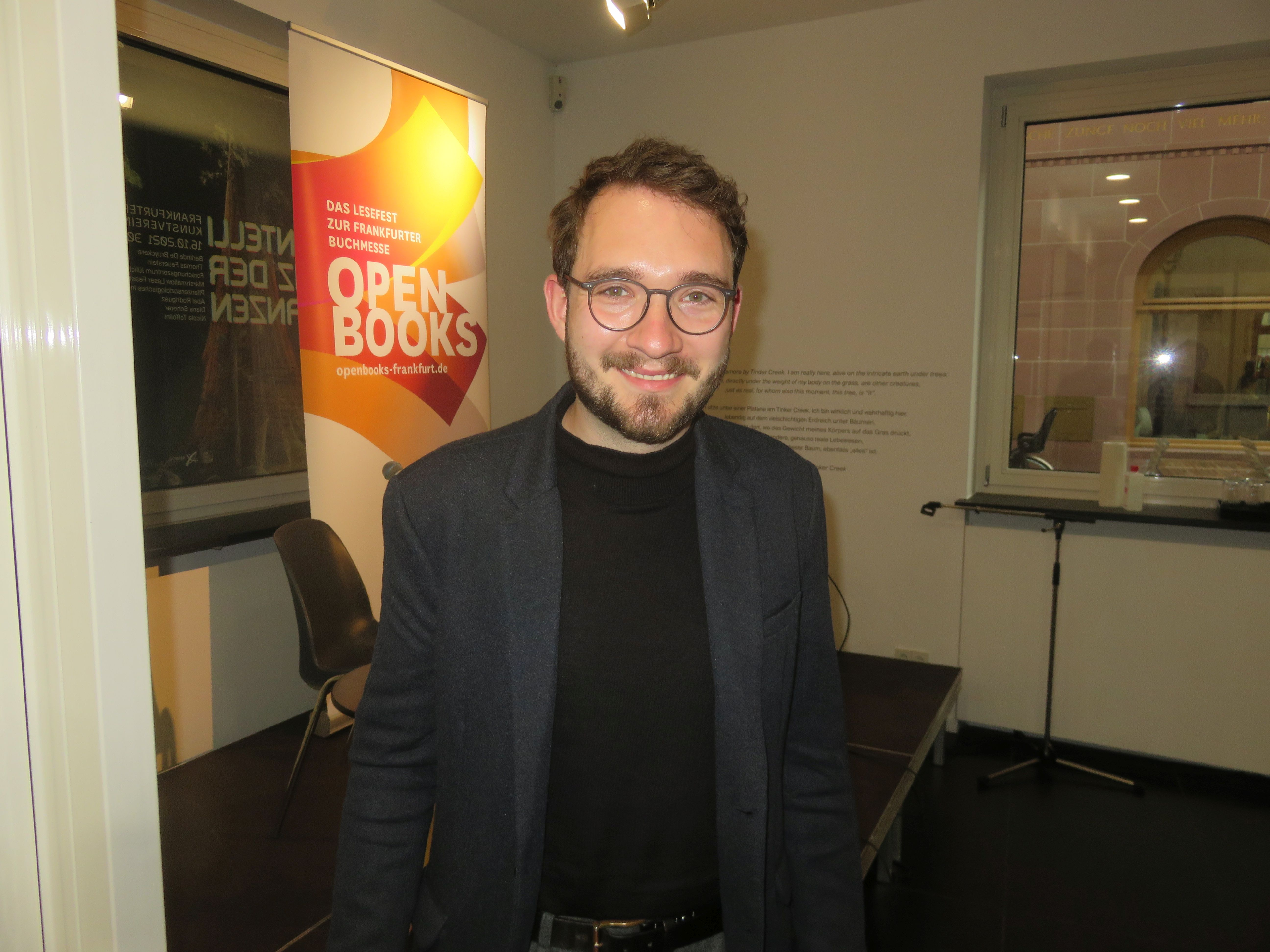
Publizist Rietzschel nach einer Lesung im Rahmen der Frankfurter Buchmesse (2021)

Am 23. Juli 2021 erschien Lukas Rietzschels zweiter Roman Raumfahrer, der die Geschichte des Krankenpflegers Jan Nowak mit der Familiengeschichte rund um den Maler Georg Baselitz verknüpft. Wie schon im Debütroman ist der Handlungsort die Oberlausitz. Der Roman arbeitet mit zahlreichen Auslassungen und Zeitsprüngen und erzählt die Geschichte seiner Protagonisten nicht chronologisch, sondern parallel. So kommt es vor, dass Passagen aus dem Leben der Brüder Günter und Hans-Georg Kern (so der bürgerliche Name von Georg Baselitz) u. a. der Fluchtversuch des jüngeren Bruders oder verschiedene Zersetzungsmaßnahmen der Staatssicherheit, neben jenen aus dem Leben des 1989 geborenen Jan und dessen Eltern stehen.
Der Titel des Romans bezieht sich nach Rietzschel nicht etwa auf Astronauten, sondern auf Menschen, die „zwischen Gegenwart und Vergangenheit schweben “, die ihren Halt verloren haben, losgelöst leben von Zeit und Raum. Dabei bezieht sich der Autor nicht allein auf die Erfahrungen der Nachwendezeit, sondern stellt die These auf, dass die Entbehrungen und Verletzungen der Nachkriegsjahre mit jenen nach 1989 vergleichbar seien. Exemplarisch beschreibt er dieses Gefühl anhand der Gemäldeserie „Helden“ von Georg Baselitz aus den 1960er Jahren.
Für die Rezensentin Miriam Zeh (Deutschlandfunk Kultur) schreibt aktuell niemand einfühlsamer über Männlichkeit als Lukas Rietzschel. Die Kritikerin trifft auf jede Menge Männer im zweiten Roman des jungen Autors: Zunächst begegnet sie Pfleger Jan aus Kamenz, der von einem alten Mann, Sohn von Georg Baselitz’ Bruder Günther Kern, einen Karton überreicht bekommt, in dem es um Verstrickungen zwischen der Baselitz-Familie und der Trennung von Jans Familie gehen soll. Jan sucht den Kontakt zu seinem Vater, recherchiert über den wenig bekannten Baselitz-Bruder und dessen Observierung durch die Stasi und stößt auf verschollene Baselitz-Bilder. Trotz diverser „Knalleffekte“ konzentriert sich Rietzschel in dieser Mischung aus Generationenroman und fiktionalisierter „Künstlerbruder-Biografie“ auf das Wesentliche, skizziert die Gegend und ihre Bewohner und lässt seine Figuren „schweben“, lobt die Kritikerin.
Rezensent Jörg Magenau (Süddeutsche Zeitung) scheint sich zu wundern, dass die spröde, sparsame Erzählweise von Lukas Rietzschel ihn mehr anzieht als abstößt. Die teilweise auf Tatsachen basierende Geschichte um die Familie Baselitz aus Kamenz, die der Autor mit der Geschichte eines jungen Krankenpflegers aus der Oberlausitz verzahnt, scheint für Magenau vielschichtig und gekonnt komponiert. Das Buch ist für ihn Stasiroman und exemplarisches postsozialistisches Zeitpanorama in einem, geschrieben mit einem ordentlichen Schuss Heimatliebe.
Rezensent Marc Reichwein (Die Welt) zeigt sich überzeugt von Lukas Rietzschels Nachwenderoman. Zwar bietet der Text laut Rezensent eine Menge Stoff auf, ist Stasi-Krimi, Sittenbild und Künstlerroman zugleich, vermag es aber, die verschiedenen Handlungsstränge um die disruptive Erfahrung der Nachwendeära gekonnt zu verbinden. Die Familiengeschichte eines Krankenpflegers und die der Familie des Malers Georg Baselitz aus Kamenz erzählt der Autor laut Reichwein dicht und in dramatischer Bildlichkeit und indem der seinen epischen Stoff in elegante Prosa übersetzt.

### Theateraufführungen

#### Rietzschel als Autor

##### „Widerstand“ (2021)
Die Auftragsarbeit Widerstand war ursprünglich als „normales“ Theaterstück für die Aufführung auf Bühnen konzipiert. Das Stück sollte im Schauspiel Leipzig von Enrico Lübbe inszeniert und in der Diskothek des Schauspiels uraufgeführt werden. Wegen der COVID-19-Pandemie in Deutschland konnte dieser Plan jedoch nicht verwirklicht werden. Stattdessen entstand ein „Theaterfilm“, mit dessen Hilfe das Stück am Bildschirm gestreamt werden konnte, mit einer „Online-Uraufführung“ am 14. Mai 2021. Der Film wurde von Enrico Lübbe als Filmregisseur gestaltet. Auf einer Bühne war Widerstand erstmals am 3. März 2023 zu sehen. Die Premiere fand auf der großen Bühne des Theaters Bautzen statt.
Lukas Rietzschel schildert in der Textvorlage seines knapp einstündigen Auftragswerks die Tristesse der jüngeren Vergangenheit in Ostdeutschland. Starr sitzen die Spieler am Tisch und reden oft aneinander vorbei. Zum Schluss hin entwickelt sich aus einer Studie über Depression und Verzweiflung ein Politthriller-Kammerspiel.
Für den Text des Stückes erhielt Lukas Rietzschel im Jahr 2022 den Sächsischen Literaturpreis.

##### „Das beispielhafte Leben des Samuel W.“ (2022 / 2024)
Im Auftrag des „Gerhart-Hauptmann-Theaters Görlitz-Zittau“ verfasste Lukas Rietzschel ab 2022 den Text zu dem Theaterstück Das beispielhafte Leben des Samuel W. Das Stück wurde am 20. Januar 2024 am Standort Zittau unter der Regie von Schauspieldirektor Ingo Putz uraufgeführt. Weitere Aufführungen gab es in Görlitz und in Zittau bis zum März 2022 und im Mai 2022 in Görlitz. Im Rahmen der Autor:innentheatertage 2024 wurde es im Deutschen Theater Berlin vorgestellt. Als Gattungsbezeichnung für sein Werk gab Lukas Rietzschel „Ein Theaterstück aus Interviewsequenzen“ an.

#### Bearbeitungen von Rietzschel-Texten für die Bühne durch andere Personen
Die bislang einzige Adaption des Romans Raumfahrer stammt von Paula Thielecke und wurde am 9. September 2022 im Staatstheater Cottbus uraufgeführt. Die Kritiken zu dieser Inszenierung sind mehrheitlich verhalten bis negativ. Lukas Rietzschel war für die Bühnenfassung seines Romans nicht konsultiert worden; er war aber bei der Premiere des Stücks anwesend. Einem Ruf auf die Bühne zum Premierenapplaus folgte er nicht.

## Auszeichnungen und Nominierungen
- 2015: Preisträger Treffen junger Autoren[22]
- 2016: Gewinner des Retzhof-Preises für junge Literatur
- 2016: Finalist bei poet:bewegt – Wettbewerb für junge Literatur
- 2017: Nominiert beim Würth-Literaturpreis
- 2018: Finalist beim aspekte-Literaturpreis mit dem Roman Mit der Faust in die Welt schlagen[23]
- 2018: Sächsischer Literaturpreis
- 2019: Gellert-Preis
- 2019/2020 Stipendiat im Internationalen Künstlerhaus Villa Concordia
- 2020: Nominiert für den Literaturpreis „Text & Sprache“ des Kulturkreises der deutschen Wirtschaft mit dem Roman „Mit der Faust in die Welt schlagen“[24]
- 2022: Sächsischer Literaturpreis
- 2023: Stipendiat in der Villa Aurora[25]
- 2023: Literaturpreis „Text & Sprache“ für den Roman „Raumfahrer“[26]
- 2023: Nominiert für den Premio Salerno Libro d’Europa[27]
- 2025: Nominiert für den Dramatikpreis der 50. Mülheimer Theatertage mit „Das beispielhafte Leben des Samuel W.“[28]
- 2025: Stipendiat im Literarischen Colloquium Berlin[29]

## Wirken als politisch Aktiver
In einem Interview, dass Katharina Bracher am 15. September 2023 für die Neue Zürcher Zeitung mit Lukas Rietzschel führte, bezeichnete die Interviewerin den Interviewten im Präsens als „Stimme der ostdeutschen Millennials“. Dabei müsse aber – so Lukas Rietzschel – auch sein Lernprozess berücksichtigt werden. Bis zum Beginn seines Studiums habe er sich vorrangig als „Deutscher“ gefühlt. Den Begriff „Ossi“ habe er erst beim Beginn seines Studiums in Kassel kennengelernt. In Kassel sei seine Andersartigkeit als Ostdeutscher ihm selbst aufgefallen: Er habe erst dort gelernt, dass migrantisch geprägte Milieus an sich nichts Bedrohliches darstellten, andererseits aber unter den ständigen vorurteilsbehafteten Klischees Westdeutscher über Ostdeutsche, also auch ihn selbst, gelitten. Bei seiner Rückkehr aus Hessen nach Görlitz im Jahr 2015 habe ihn die Homogenität und Überalterung der dortigen Gesellschaft schockiert, und er habe es als seine Aufgabe empfunden, durch künstlerische und politische Aktivitäten diese Homogenität aufzubrechen. Zusammen mit Gleichgesinnten, „die ebenfalls das Bedürfnis hatten, in die Heimat zurückzukehren und an einer weltoffenen, modernen und inspirativen Gesellschaft mitzuarbeiten“, habe Rietzschel in Görlitz ein Netzwerk von Rückkehrern etabliert, die sich in Demokratie- und Kunstprojekten in der Stadt engagierten.
Lukas Rietzschel trat 2017 in die SPD ein und war Beisitzer im Vorstand des Ortsvereins Görlitz der SPD.
In einem Artikel für die Reihe: Generation Y von Zeit Campus interpretierte Rietzschel die Demonstration in Chemnitz im September 2018 als solidarische Aktion einer „gesamtdeutsche[n] Jugend, aufgewachsen in einem vereinten Deutschland, sozialisiert mit den gleichen Fernsehprogrammen, gleicher Musik und Literatur, Zugang zum Internet.“ Rietzschel sah damals „eine Chance vor allem in der neuen Solidarisierung [westlicher Gleichaltriger] mit dem Osten.“
Nach den Landtagswahlen in Sachsen, in Thüringen und in Brandenburg im September 2024 kommentierte Lukas Rietzschel in der Novemberausgabe 2024 von Theater heute aus seiner Sicht als Politiker den Rechtsruck nicht nur in Ostdeutschland, sondern auch in vielen anderen Demokratien weltweit. Rietzschel appelliert an Beobachter der Lage in Ostdeutschland, von der Standardargumentation wegzukommen: „Industrie bricht weg, Staat bricht weg, ergo ist die Enttäuschung darüber groß. […] Grundtenor: Alles richtig schlimm.“ Die Aussage sei zwar nicht falsch, aber unterkomplex. Die Analyse der Enttäuschungen Ostdeutscher müsse aus sozioökonomischen Deutungsansätzen gelöst werden, da die Mehrheit nach 1990 eben nicht verarmt sei. Rietzschel fragt rhetorisch: „Was, wenn die Enttäuschung in Teilen der ostdeutschen Gesellschaft nichts mit einem kolportierten Schmerz über den Verlust einer alten Welt zu tun hat, sondern mit dem Ausbleiben der erhofften demokratischen Partizipation?“ Die einzige Möglichkeit, in der Politik Erfahrungen der Selbstwirksamkeit zu machen, dürfe nicht darin bestehen, die AfD zu wählen.
Am 16. November 2024 übte Rietzschel im „Spiegel“ Kritik am Verhalten der SPD nach den drei Landtagswahlen des Jahres 2024 in Ostdeutschland. Als „Tiefpunkt“ bewertete er die Annäherung seiner Partei auf Landes- und Bundesebene an die Russlandpolitik des Bündnisses Sahra Wagenknecht. Die Beteuerung, am 24. Februar 2022 habe es eine „Zeitenwende“ mit einer Abkehr von der früheren russlandfreundlichen Politik der Bundesregierung gegeben, wirke nunmehr nicht mehr überzeugend. Zugleich würden mit dieser Politik die Kämpfe der Bevölkerung in kleineren postkommunistischen Nachbarstaaten seit dem Prager Frühling (1968) entwertet, und die Geringschätzung dieser Staaten durch Deutschland (wie in der Zeit bis Februar 2022) lebe wieder auf.

## Veröffentlichte Medien

### Romane Lukas Rietzschels
- Mit der Faust in die Welt schlagen. Ullstein, Berlin 2018, ISBN 978-3-550-05066-4.
- Raumfahrer. dtv Verlagsgesellschaft, München 2021, ISBN 978-3-423-28295-6.

### Textvorlagen für Rietzschels Theaterstücke
- Widerstand. Auftragswerk für das Schauspiel Leipzig. Dramatische Rundschau #3. S. Fischer Verlag, Frankfurt am Main 2021, ISBN 978-3-596-70680-8.
- Das beispielhafte Leben des Samuel W. Auftragswerk für das Gerhart-Hauptmann-Theater Görlitz/Zittau, 2024.

### TextevonLukas Rietzschel für Zeitungen, Zeitschriften und Anthologien (Auswahl)
- Generation Y – Chemnitz: Solidarität, endlich! Zeit Campus. 16. September 2018 (zeit.de)
- Gundermann: Frau Liebaus Lieblingslied. In: Die Zeit. Ausgabe 50/2018. 3. Dezember 2018 (zeit.de)
- Lausitz: Und jetzt guckt ihr. In: Die Zeit. Ausgabe 5/2019. 24. Januar 2019 (zeit.de)
- Dunkelretreat – Was erkennen wir im Dunkeln? In: Die Zeit. Ausgabe 3/2022. 12. Januar 2022 (zeit.de)
- Demokratische Selbstwirksamkeit. Ein Vorschlag, den Rechtsruck in Ostdeutschland zu verstehen – und zu beheben. Theater heute. Heft 11/2024

### Interviews und PodiumsdiskussionenmitLukas Rietzschel
- Bayerischer Rundfunk: Darf ich mit einer Person Mitgefühl haben, die selbst keines mehr zeigt? (Druckfassung). 6. September 2018
- Lukas Rietzschel auf „Buchbesuch“ Deutschlandfunk Kultur, 19. September 2021
- Cornelia Geißler: Uwe Tellkamp: Natürlich kannst du alles sagen, musst nur die Konsequenzen tragen. berliner-zeitung.de. 3. März 2023.

Darin eingebettet die Verfilmung der Podiumsdiskussion mit Uwe Tellkamp und Lukas Rietzschel in der Dresdner Frauenkirche (106 min).
- ARD-Doku "Lukas Rietzschel - der Grenzgänger" 27. April 2023
- Katharina Bracher: «Dieses Westsplaining überall: Es nervt! Immer treffe ich irgendwo auf einen Westdeutschen, der mir seine Sicht der Dinge mitteilen will»  nzz.ch. 15. September 2023
- Deutschlandfunk Kulturfragen. Debatten und Dokumente vom 25. Februar 2024: Warum gehört die AfD auf die Theaterbühne? Der Görlitzer Schriftsteller Lukas Rietzschel über politische Verhältnisse in Sachsen im Gespräch mit Vladimir Balzer
- AfD in Sachsen. Christian Sievers im Gespräch mit Lukas Rietzschel. 5'20 min. zdf.de. 29. August 2024
- „Ich bin müde von diesen Untergangserzählungen“, Zwischentöne. Musik und Fragen zur Person im Deutschlandfunk, 8. Dezember 2024, 68'44.
- Autor Lukas Rietzschel: Rechtspopulismus ist kein Ost-Thema. 37:21 min. MDR. 3. März 2025